# Liste der Einträge im National Register of Historic Places im Morgan County (Alabama)
Die Liste der Registered Historic Places im Morgan County führt alle Bauwerke und historischen Stätten im Morgan County in Alabama auf, die in das National Register of Historic Places aufgenommen wurden.

## Aktuelle Einträge
| Lfd. Nr. | Name                                             | Bild | Datum der Eintragung | Adresse/Lage | Ort        | ID-Nr.   | Beschreibung |
| -------- | ------------------------------------------------ | ---- | -------------------- | --- | ---------- | -------- | ------------ |
| 1        | Albany Heritage Neighborhood Historic District   |      | 3. Feb. 1983         | grob begrenzt durch Gordon Dr., Summerville Rd., Jackson, 8th, Moulton, 6th und 4th Ave.                                                           | Decatur    | 83002981 |              |
| 2        | Bank Street Historic District                    |      | 27. März 1980        | Bank St. | Decatur    | 80000731 |              |
| 3        | Bank Street-Old Decatur Historic District        |      | 16. Mai 1985         | begrenzt durch Bank, Market, Well und Lee St. | Decatur    | 85001067 |              |
| 4        | Col. Francis Dancy House                         |      | 28. Apr. 1980        | 901 Railroad St. NW | Decatur    | 80000732 |              |
| 5        | Cotaco Opera House                               |      | 29. Apr. 1986        | 115 Johnson St. SE | Decatur    | 86000914 |              |
| 6        | Dr. William E. Murphey House                     |      | 9. Juli 1986         | abseits von US 72 | Trinity    | 86001547 |              |
| 7        | East Old Town Historic District                  |      | 26. Dez. 2012        | Zwischen NW Church Street und NW Wilson Street | Decatur    | 12001079 |              |
| 8        | Forest Home                                      |      | 21. Nov. 1980        | östlich von Trinity | Trinity    | 80000733 |              |
| 9        | Green Pryor Rice House                           |      | 9. Juli 1986         | Kreuzung von Madison St. und Monroe St. | Somerville | 86001546 |              |
| 10       | Hartselle Downtown Commercial Historic District  |      | 22. Apr. 1999        | grob entlang Main, Railroad, Hickory und Sparkman St.                                                                                              | Hartselle  | 99000469 |              |
| 11       | New Decatur-Albany Historic District             |      | 7. Juli 1995         | grob entlang der 2nd Ave. (100er-Block NE., östliche Seite 100er-Block, westliche Seite 300er-Bblock SE) und Teile von Johnson St. und Moulton St. | Decatur    | 95000810 |              |
| 12       | New Decatur-Albany Residential Historic District |      | 14. Apr. 2004        | Grant, Jackson und Sherman St., Gordon Dr. und Prospect Dr.                                                                                        | Decatur    | 04000274 |              |
| 13       | Rhea-McEntire House                              |      | 30. Aug. 1984        | 1105 Sycamore St. | Decatur    | 84000715 |              |
| 14       | Somerville Courthouse                            |      | 24. März 1972        | State Route 36 | Somerville | 72000177 |              |
| 15       | Decatur Southern Railway Depot                   |      | 10. März 1980        | 701 Railroad St. NW | Decatur    | 80004470 |              |
| 16       | State Bank Building, Decatur Branch              |      | 24. März 1972        | 925 Bank St. NE | Decatur    | 72000176 |              |
| 17       | Westview                                         |      | 18. Jan. 1982        | südlich von Decatur | Decatur    | 82002068 |              |